# Mersey Docks and Harbour Company

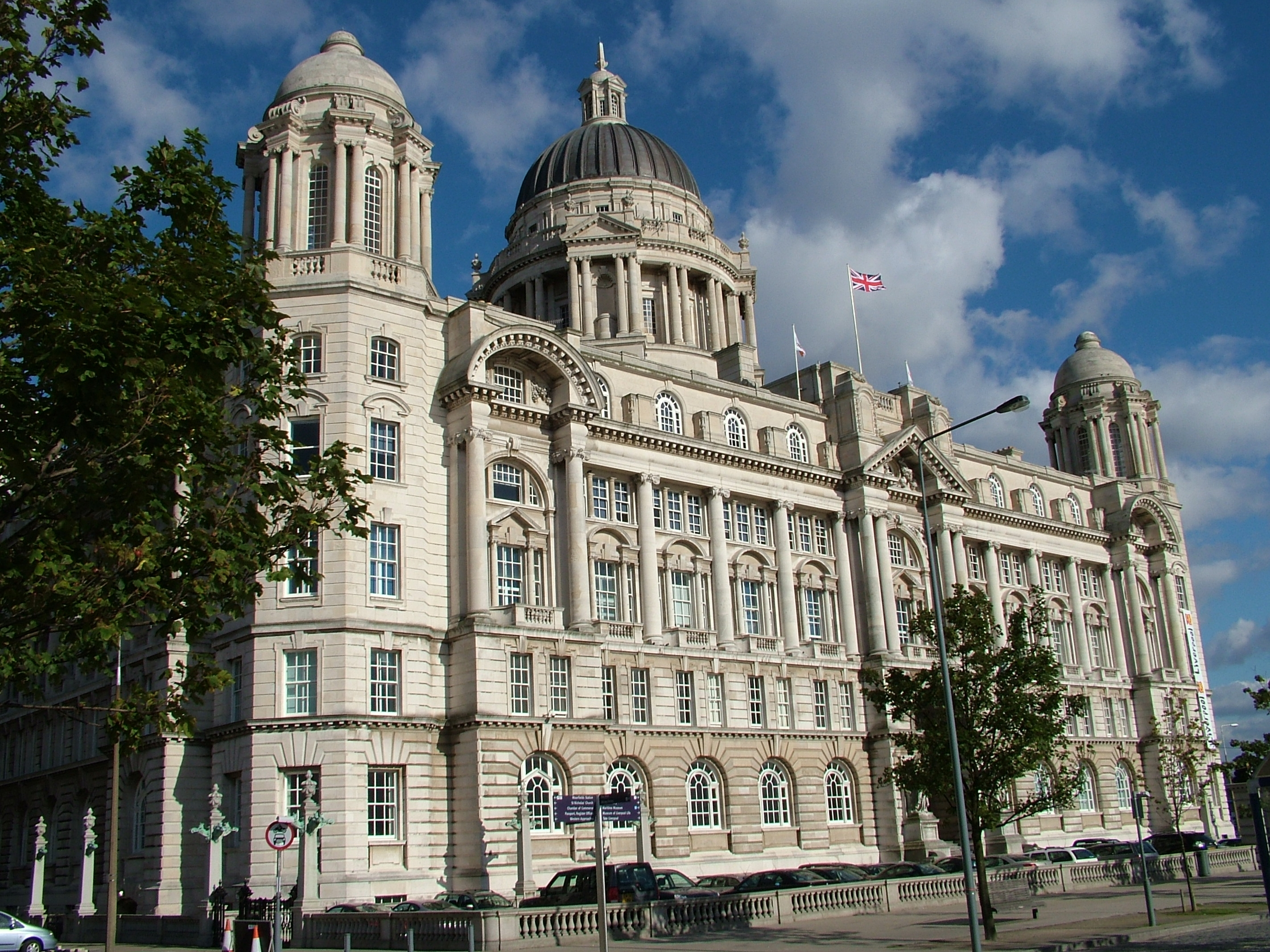
Die Hafengebäude von Liverpool am Pier Head. Früher waren hier die Büros der Mersey Docks and Harbour Company.

Die Mersey Docks and Harbour Company (MDHC), früher die Mersey Docks and Harbour Board (MDHB), besitzt und verwaltet die Docks im Hafen von Liverpool, England. Dazu zählt sowohl der Betrieb der abgeschlossenen nördlichen Docks, welche sich vom Prince’s Dock bis zum Seaforth Dock erstrecken, als auch derer, welche sich rund um den Great Float der Halbinsel Wirral auf der Westseite des Flusses befinden.
Peel Ports, der Mutterkonzern von MDHC, besitzt noch andere maritime Einrichtungen in dieser Gegend, darunter die Werft Cammell Laird, den Tranmere Oil Terminal und den Manchester Ship Canal.

## Geschichte
Das Dock Committee des Stadtrates von Liverpool war die ursprüngliche Hafenbehörde. Im Jahre 1709 war es berechtigt worden, das Old Dock, das erste abgeschlossene Schiffsbecken im Liverpooler Hafen, zu errichten, welches damals der erste kommerziell genutzte Dockhafen der Welt war.  1750 wurde die alte Hafenbehörde durch das Liverpool Dock Trustees ersetzt.
Um Steine für den Bau des erweiterten Dock-Systems bereitzustellen, betrieben die Liverpool Dock Trustees, und später die MDHB, ab 1830 große Steinbrüche in Creetown, Schottland.
1858 übernahm die Mersey Docks and Harbour Board den Betrieb der Docks. Der Grund, dass die Docks an eine öffentliche Gesellschaft veräußert wurden, lässt sich auf den Druck der Parlamentarier, der Hafenhändler und einiger konkurrierender Hafenbetreibern zurückführen.
Irgendwann betrug die Länge der Mersey Docks and Harbour Board Railway 166 km, und es gab viele Verbindungen zu anderen Eisenbahnen. Ein Abschnitt verlief entlang der Dockstraße. Heute wird nur der Canada Dock Branch verwendet.
Im Jahr 1972 wurde der Ausschuss zu einem Unternehmen umgebildet, um neues Geld für Gebäude und Projekte zu beschaffen. Unter anderem wurde hierbei der Bau des neuen Containerdocks in Seaforth mitgetragen. Vier Feuerschiffe wurden in der Zufahrt zum Fluss Mersey von der Mersey Docks and Harbour Board bis 1972 verwaltet.
Das Unternehmen betreibt eine private Rettungsbootstation, welche im Laufe der Jahre in einige Zwischenfälle verwickelt war.

## Management
Dem MDHC wurde von der Financial Times ein „Macho-Management“ in den 1990er Jahren vorgeworfen, was zum Hafenarbeiterstreik in Liverpool führte.
Am 22. September 2005 wurde das MDHC von der Peel Ports übernommen, welche Teil der Peel Holdings ist, welche auch eine Minderheitsbeteiligung am Liverpool John Lennon Airport hält.

## Einrichtungen
Das Cammell Laird Dock liegt in Birkenhead, auf der Halbinsel Wirral. Es geht direkt in den River Mersey über.
Das Dock wurde im Zuge der Erweiterung der Cammell Laird Werft um die Jahrhundertwende erbaut, indem der Tranmere Pool umschlossen wurde.
Seit der Schließung der ursprünglichen Cammell Laird Werft im Jahre 1993 befinden sich das Dock und die vier verbleibenden Trockendocks im Besitz des MDHC. Alle wurden an die A&P Group und anschließend an die Northwestern Shiprepairers & Shipbuilders, welche sich am 17. November 2008 in die Cammell Laird Shiprepairers and Shipbuilders Ltd umbenannte, vermietet.